# José António Fatíma Abílio

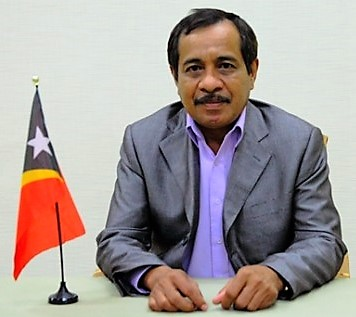
José Antonio Fatíma Abílio (2013)

José Antonio Fatíma Abílio (* 14. Mai 1958 in Fatuberlio, Manufahi, Portugiesisch-Timor) ist ein osttimoresischer Beamter. Er ist als Kommissar der Chef der Zollbehörde Osttimors.

## Werdegang
Abílio wurde im Süden des Landes während der portugiesischen Kolonialzeit geboren. 1984 begann Abílio seine Beamtenkarriere in seiner von Indonesien besetzten Heimat Manufahi. 1989 machte er einen Abschluss in öffentlicher Verwaltung an der Akademie für öffentliche Verwaltung im indonesischen Malang. 1997 folgte ein Abschluss in Politik- und Sozialwissenschaften an der Gadjah-Mada-Universität in Yogyakarta (Indonesien).
2002 wurde Abílio im nun unabhängigen Osttimor unter der I. Regierung Vizedirektor für Planung und Hilfenkoordination im Finanzministerium Osttimors. 2007 wurde er zum Stabschef im Büro des Finanzministers ernannt und 2009 zum Direktor für Hilfenwirksamkeit. 2013 folgte das Amt des Generaldirektors für Korporative Dienste. Ihm waren damit vier Nationaldirektionen unterstellt mit der Zuständigkeit für Planung, Budgetierung und Beschaffung für das Finanzministerium, die Rekrutierung und Entwicklung der Humanressourcen, Koordinierung der externen Unterstützung für das Finanzministerium und der nationalen Logistik sowie für die Wartung der Ausrüstung des gesamten Ministeriums. 2016 erhielt Abílio, in Nachfolge von Brígida Susana Esteves da Silva, die Ernennung zum Generaldirektor für das Zollwesen. 2017 wurde die Generaldirektion in die Zollbehörde umgewandelt und das Amt von Abílio vom Generaldirektor zum Kommissar.